# Revenge (série télévisée)
Pour les articles homonymes, voir Revenge et Vengeance (homonymie).
Revenge ou Vengeance au Québec est une série télévisée dramatique américaine en 89 épisodes de 42 minutes créée par Mike Kelley, diffusée entre le 21 septembre 2011 et le 10 mai 2015 sur le réseau ABC et en simultané sur le réseau Citytv au Canada. La série s'inspire librement du Comte de Monte-Cristo, fameux roman d'Alexandre Dumas.
En France, la série a été diffusée du 14 septembre 2012 au 9 août 2015 sur Canal+ Family, à partir du 24 avril 2013 sur TF1 et à partir du 16 octobre 2013 sur NT1 l'ultime saison à partir du 1er mars 2016, en Suisse du 30 janvier 2013 au 3 octobre 2015 sur RTS Un, en Belgique depuis le 31 mars 2013 sur RTL-TVI et au Québec du 2 avril 2013 au 8 septembre 2015 sur Télévision de Radio-Canada.

## Synopsis
Lorsqu'elle était enfant, Amanda Clarke vivait dans les Hamptons jusqu'à ce que son père, David, soit arrêté. Soupçonné de terrorisme puis accusé et condamné, il meurt assassiné en prison. Amanda, qui n'a pas de mère, est alors placée dans un foyer. Connaissant une adolescence difficile, Amanda fait elle-même un séjour en détention dans un centre juvénile. À sa sortie du milieu carcéral, Nolan, un ami de son père, vient la trouver et lui remet une boîte contenant des carnets appartenant à son père qui, juste avant de mourir, lui explique comment et par qui il a été trahi et piégé. Aujourd'hui, la jeune femme revient dans son ancienne ville sous le nom d'Emily Thorne, prête à tout pour se venger de ceux qui sont à l'origine du tragique destin de son père.

## Fiche technique
- Titre original et français : Revenge
- Titre québécois : Vengeance
- Création : Mike Kelley
- Réalisation : Sanford Bookstaver, Matt Earl Beesley et Kenneth Fink
- Scénario : Mike Kelley
- Direction artistique : Christopher Burian-Mohr
- Décors : Bruce Alan Mille et John Hansen
- Costumes : Jill M. Ohanneson
- Photographie : Cynthia Pusheck
- Montage : Sue Blainey, Martin Nicholso et Conrad Smart
- Musique : iZLER
- Casting : Elizabeth Barnes et Corbin Bronson
- Production : Marty Bowen, Wyck Godfrey et Mike Kelley
- Sociétés de production : Page Fright, Temple Hill Entertainment et ABC Studios
- Sociétés de distribution : ABC (États-Unis), Citytv (Canada), Prime Series (Belgique)
- Budget :
- Pays d'origine :  États-Unis
- Langue originale : Anglais
- Format : Couleur
- Genre : Drame
- Durée : 45 minutes

 Sauf indication contraire, les informations mentionnées dans cette section peuvent être confirmées par la base de données cinématographiques IMDb,  présente dans la section « Liens externes ».

## Distribution

### Acteurs principaux
- Emily VanCamp (VF : Chantal Macé) : Emily Thorne / Amanda Clarke
- Madeleine Stowe (VF : Martine Irzenski) : Victoria Harper-Grayson
- Gabriel Mann (VF : Olivier Augrond) : Nolan Ross
- Nick Wechsler (VF : Stéphane Pouplard) : Jack Porter
- Joshua Bowman (VF : Damien Ferrette) : Daniel Grayson (saisons 1 à 4 jusqu'à l'épisode 11)
- Christa B. Allen (VF : Chloé Berthier) : Charlotte Grayson-Clarke (saisons 1 à 4 jusqu'à l'épisode 6 et invitée épisode 22 et 23)
- Henry Czerny (VF : Bertrand Liebert) : Conrad Grayson (saisons 1-3, invité saison 4)
- Ashley Madekwe (VF : Marie Tirmont) : Ashley Davenport (saisons 1-2, invitée saison 3)
- Connor Paolo (VF : Gwenaël Sommier) : Declan Porter (saisons 1-2)
- Barry Sloane (VF : Axel Kiener) : Aiden Mathis (saisons 2-3)
- James Tupper (VF : Éric Aubrahn) : David Clarke (récurrent saisons 1 à 3, principal saison 4)
- Karine Vanasse (VF : elle-même) : Margaux LeMarchal (récurrente saison 3, principale saison 4)
- Brian Hallisay (VF : Rémi Bichet) : Ben Hunter (saison 4)
- Elena Satine (VF : Céline Ronté) : Louise Ellis (saison 4)
- Gail O'Grady (VF : Micky Sebastian) : Stevie Grayson, mère de Jack (saisons 3-4)

Photos des acteurs principaux
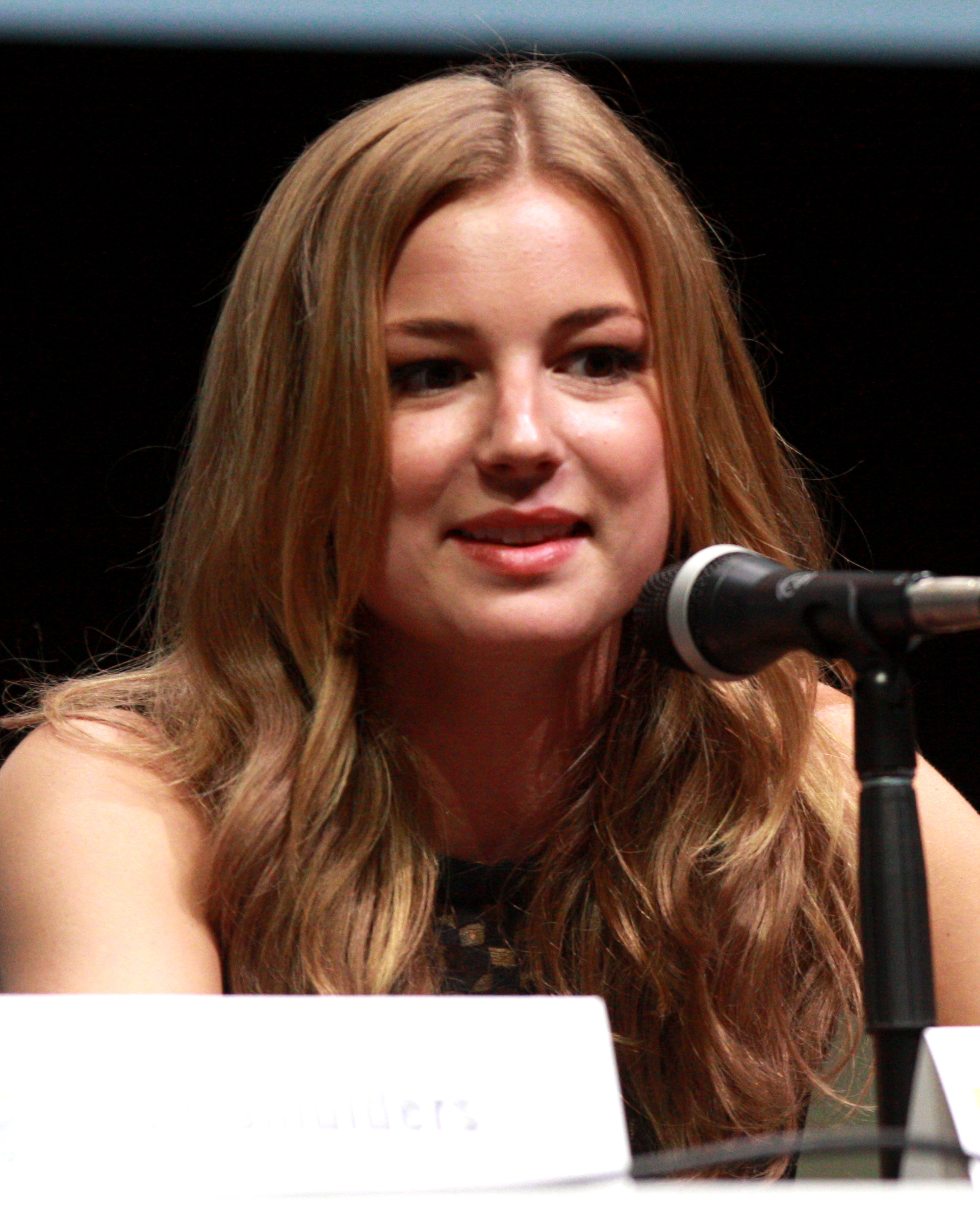
Emily VanCamp dans le rôle d'Emily Thorne.
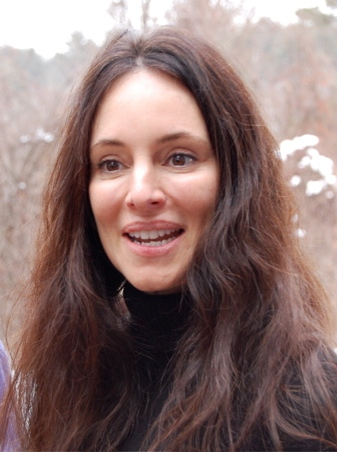
Madeleine Stowe dans le rôle de Victoria Harper-Grayson
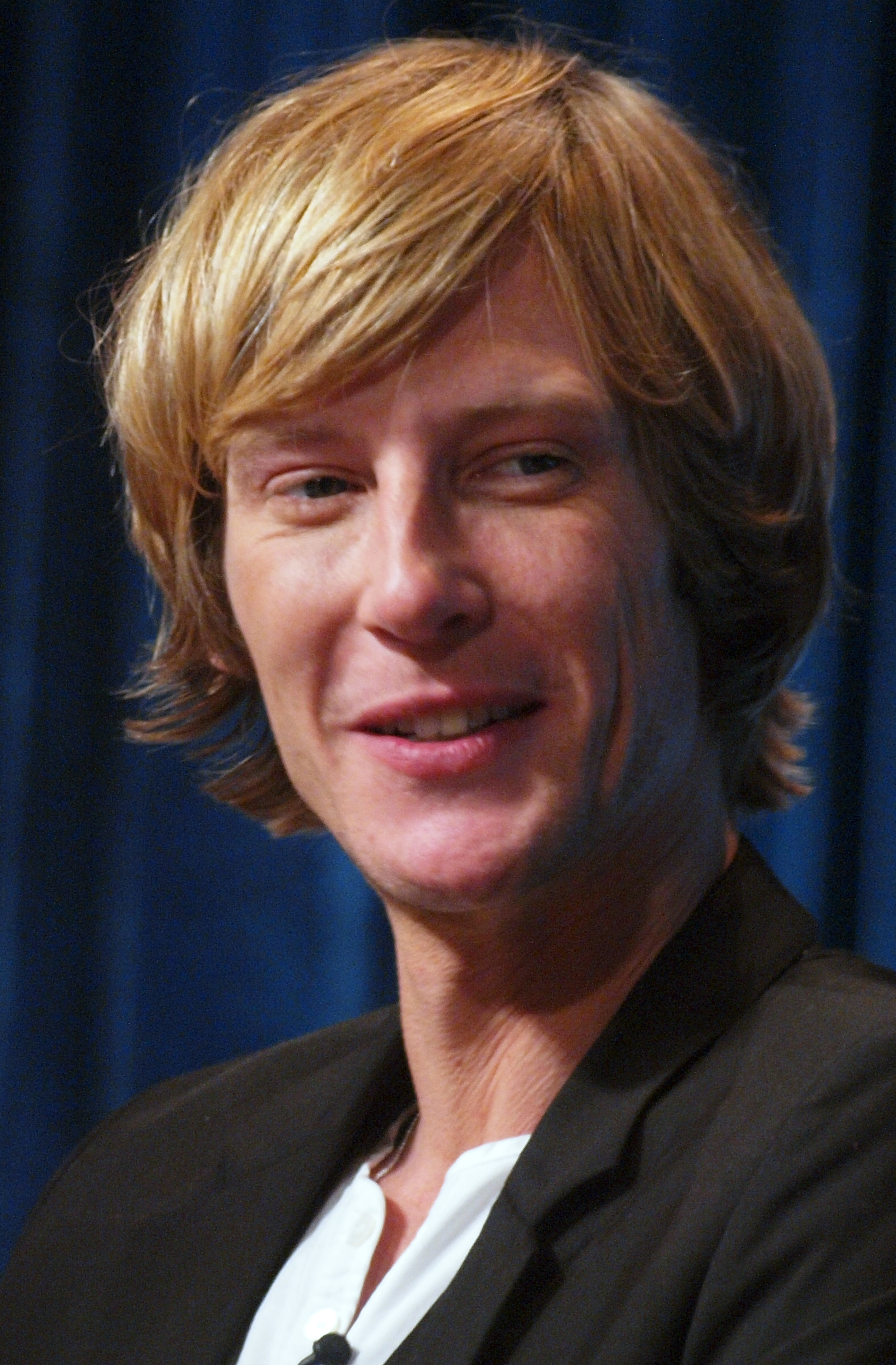
Gabriel Mann (acteur) dans le rôle de Nolan Ross.
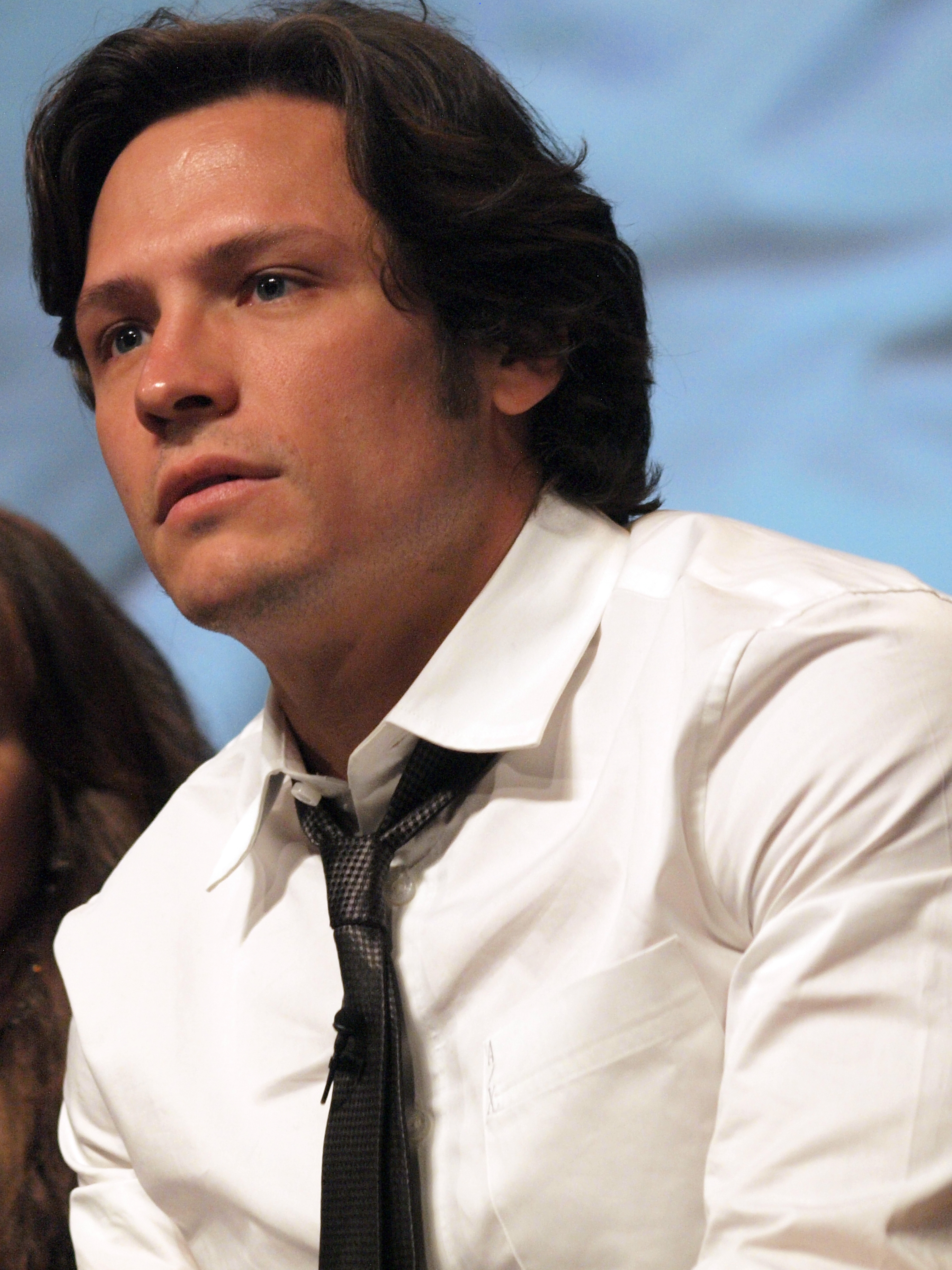
Nick Wechsler dans le rôle de Jack Porter
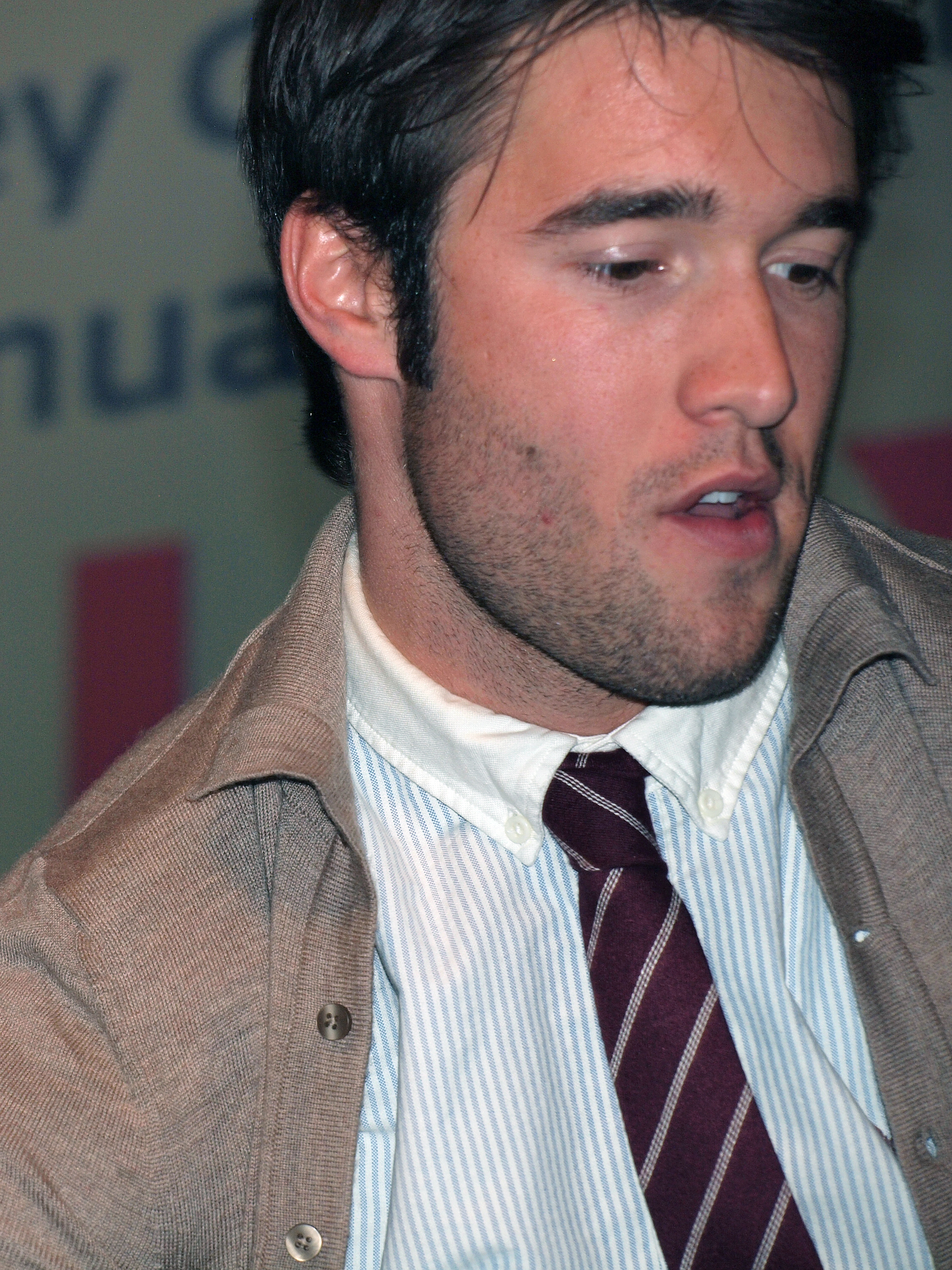
Joshua Bowman dans le rôle de Daniel Grayson.
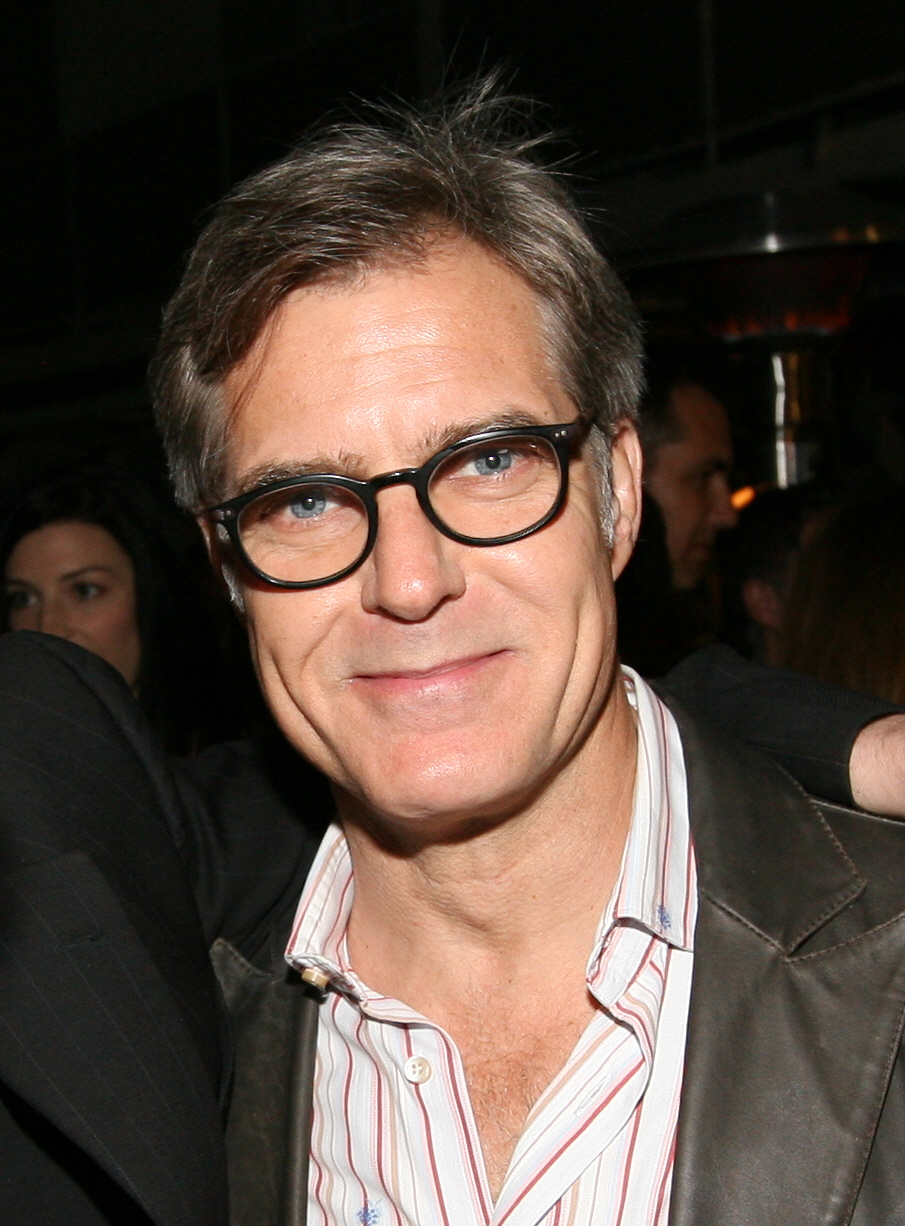
Henry Czerny dans le rôle de Conrad Grayson.
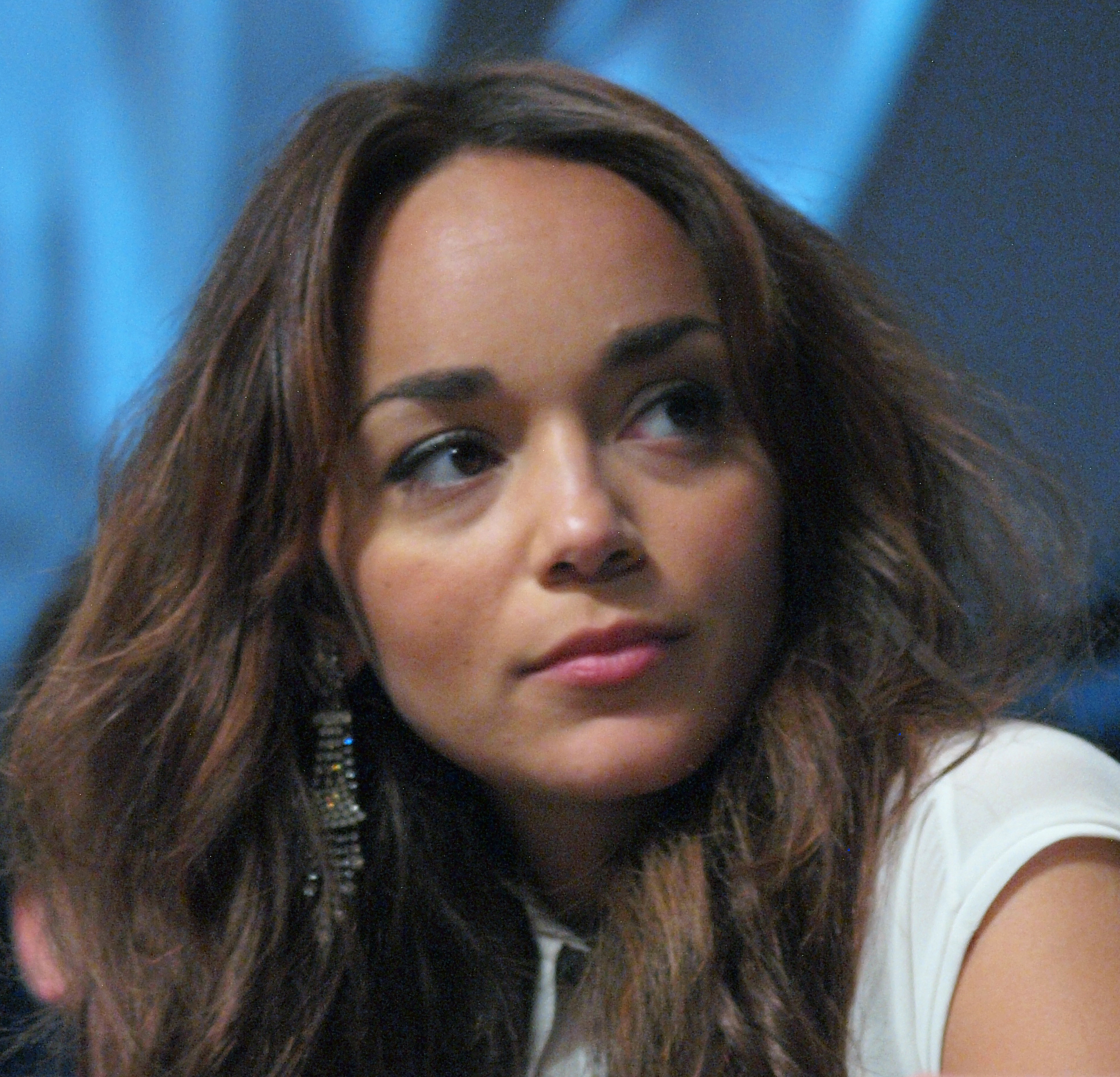
Ashley Madekwe dans le rôle de Ashley Davenport.
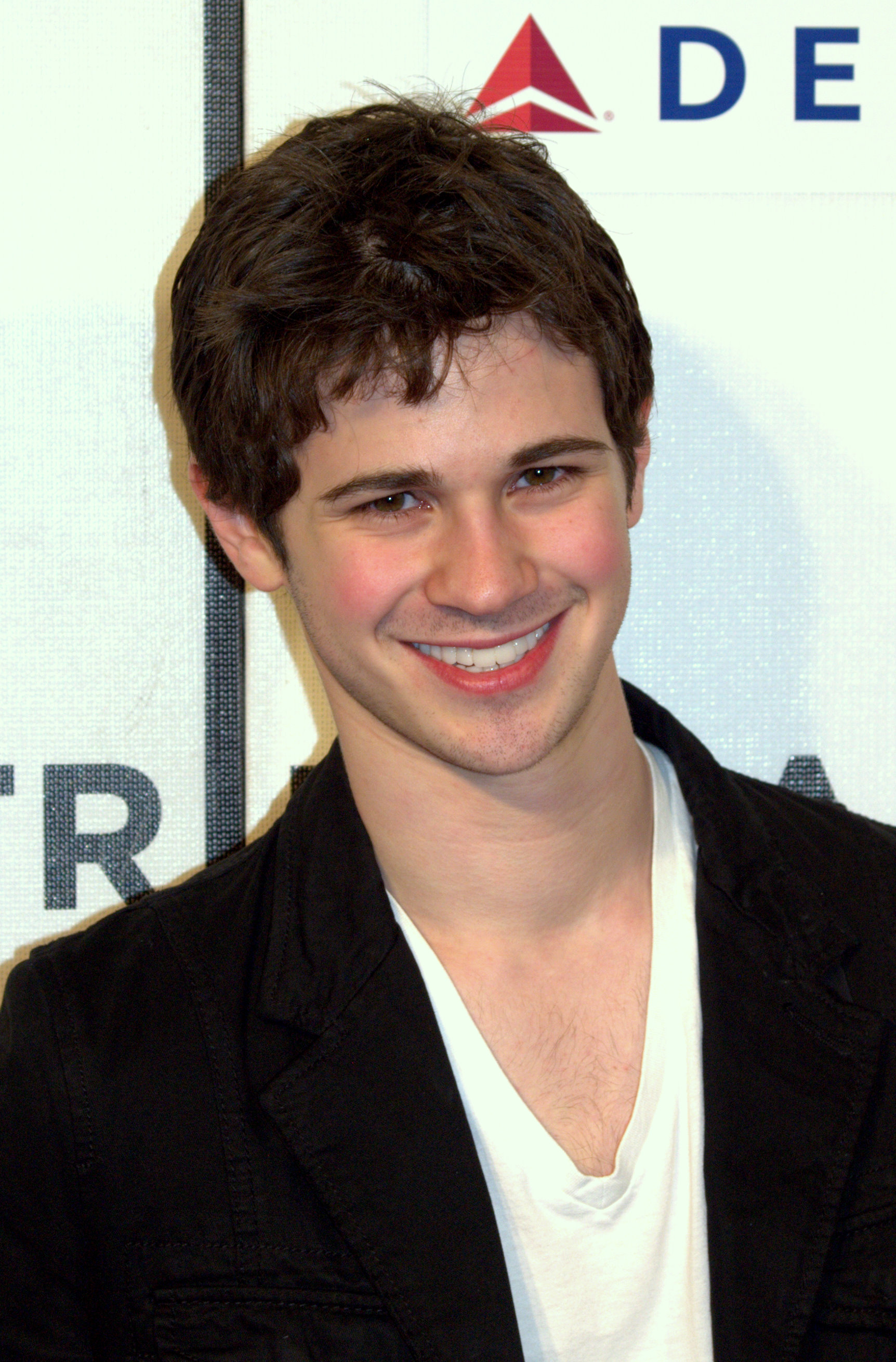
Connor Paolo dans le rôle de Declan Porter
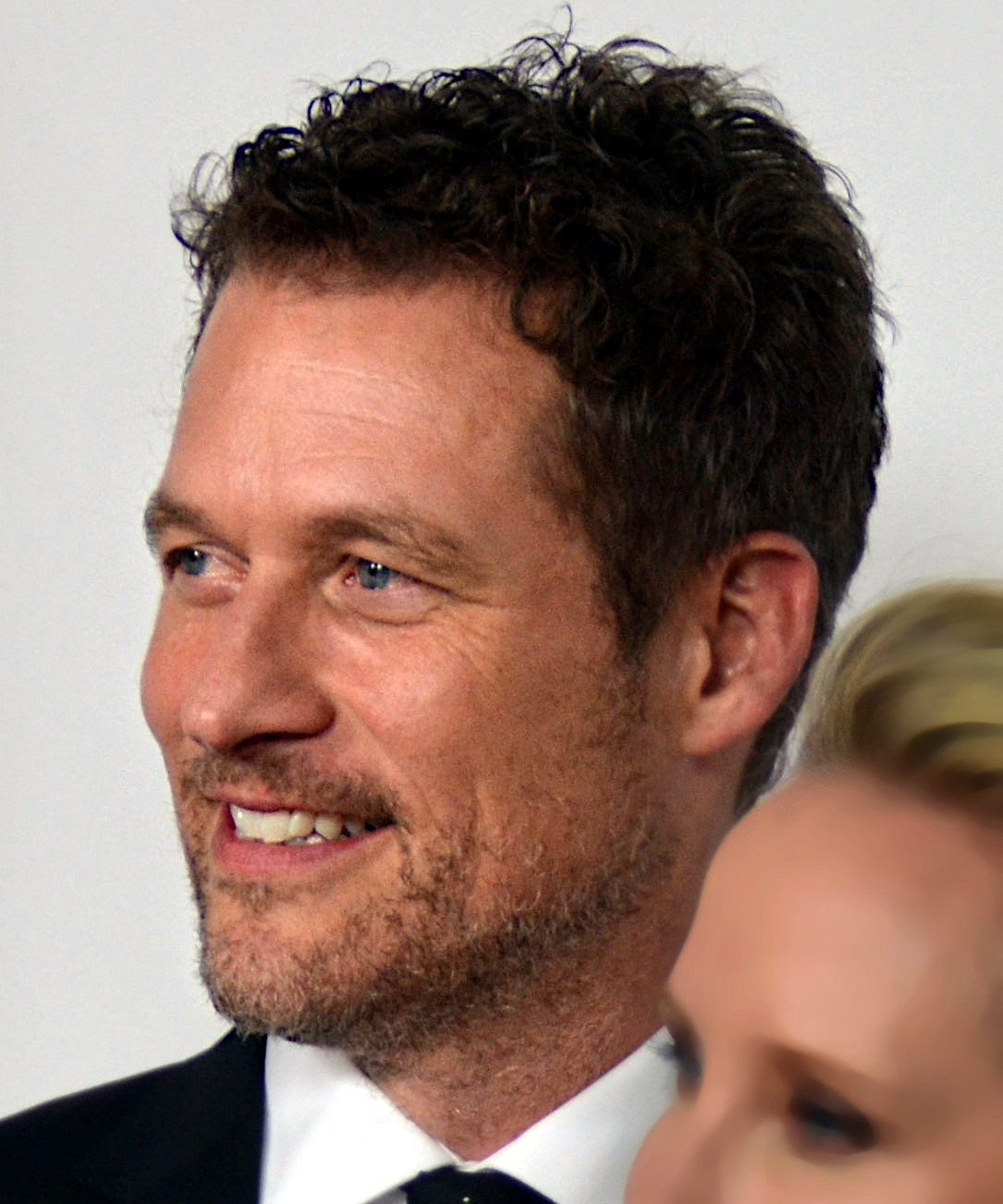
James Tupper dans le rôle de David Clarke
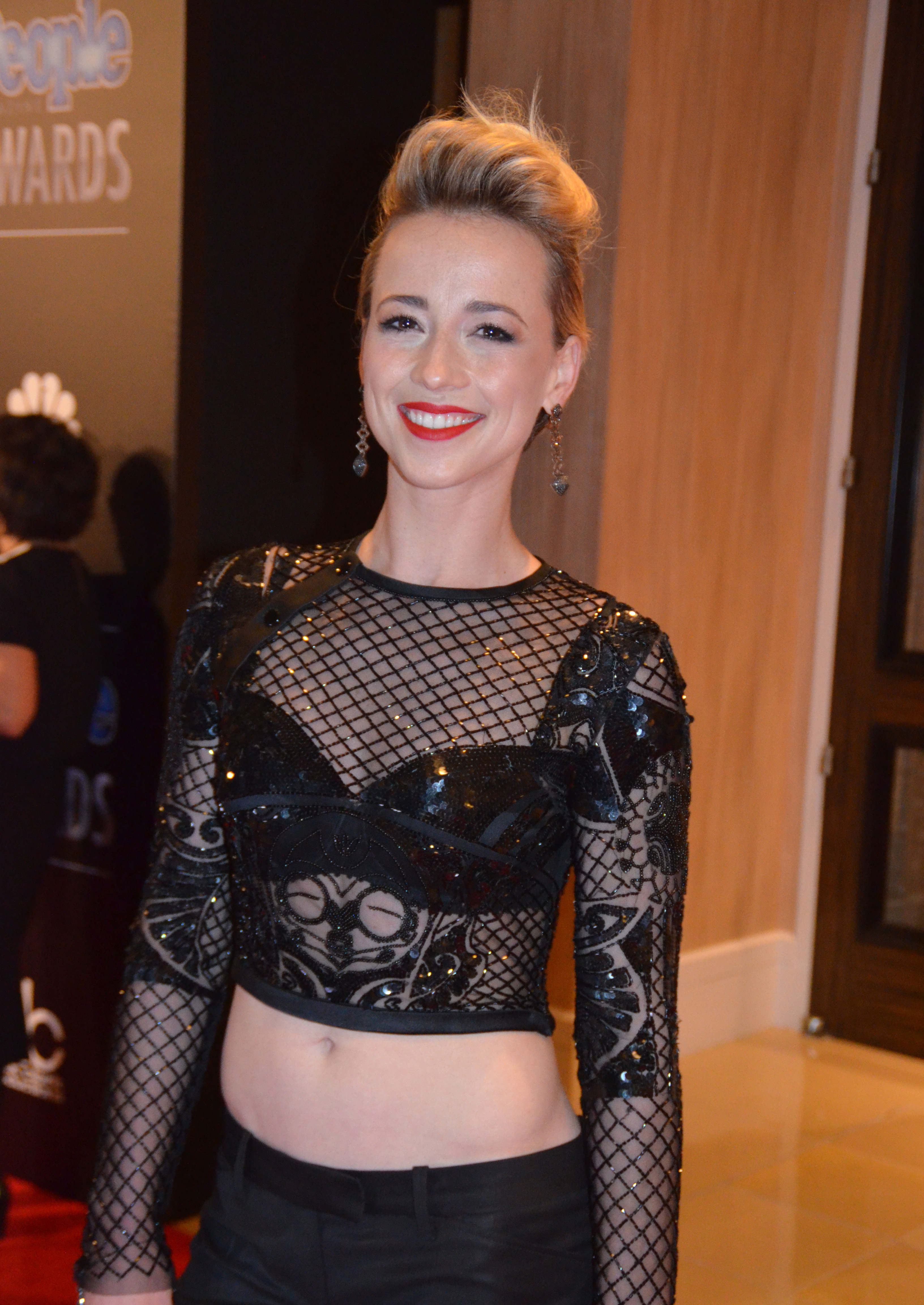
Karine Vanasse dans le rôle de Margaux LeMarchal.
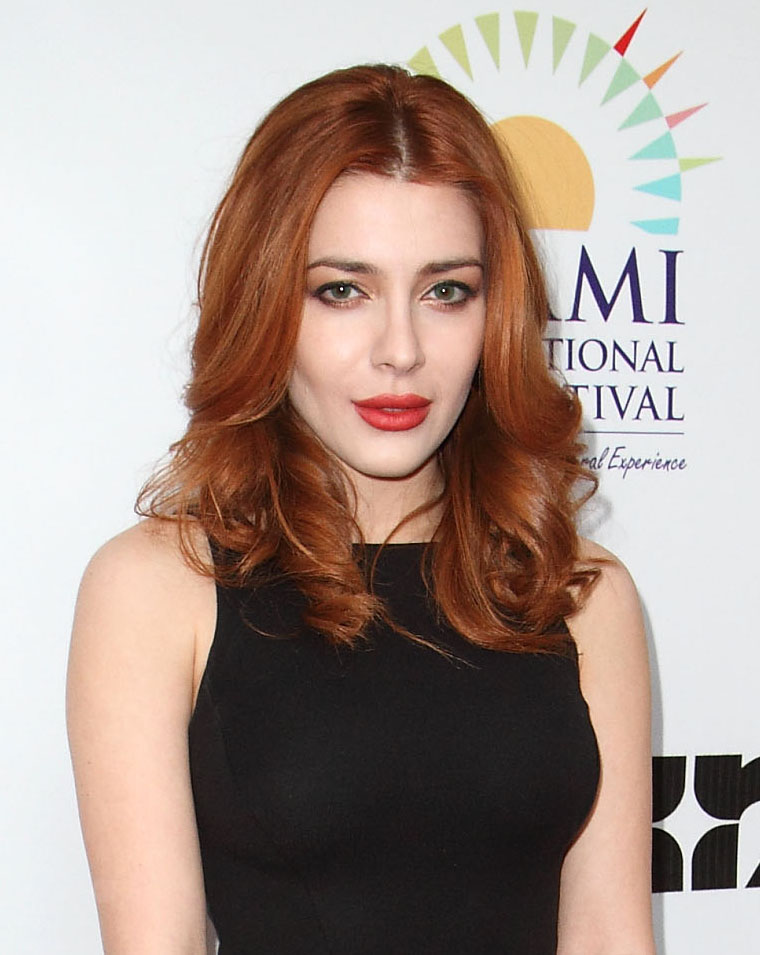
Elena Satine dans le rôle de Louise Eliis.
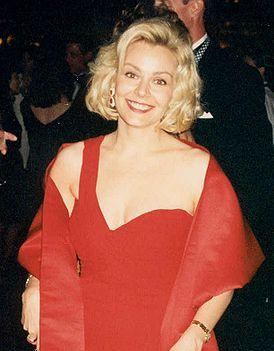
Gail O'Grady dans le rôle de Stevie Grayson.

### Acteurs récurrents
- Jonathan Adams (VF : Thierry Desroses) : Matt Duncan (saison 2)
- Robbie Amell (VF : Alexandre Nguyen) : Adam Connor (saison 1)
- Yancey Arias (VF : Constantin Pappas) : sénateur Tom Kingsly (saison 1)
- Roger Bart (VF : Vincent Ropion) : Mason Treadwell (saisons 1-4)
- E. J. Bonilla (VF : Paolo Domingo) : Marco Romero (saison 2)
- JR Bourne (VF : Serge Biavan) : Kenny Ryan (saison 2)
- Veronica Cartwright (VF : Pascale Jacquemont) : juge Elizabeth Blackwell (saison 1)
- Nazneen Contractor (VF : Ariane Aggiage) : Jess (saison 3)
- Ed Corbin (en) (VF : Claude Lesko) : Bull (saisons 1-2)
- Wendy Crewson (VF : Pauline Larrieu) : Helen Crowley (saison 2)
- William Devane (VF : Jean-Bernard Guillard) : Edward « Grandpa » Grayson (saison 1)
- Merrin Dungey (VF : Laura Zichy) : Barbara Snow (saison 1)
- Henri Esteve (VF : Tristan Petitgirard) : Javier Salgado (saison 3)
- Grace Fulton (VF : Adeline Chetail) : Victoria jeune (saison 2)
- Seychelle Gabriel (VF : Barbara Beretta) : Regina (saison 2)
- Matthew Glave (VF : Mathieu Buscatto) : Bill Harmon (saison 1)
- Brian Goodman (en) (VF : Marc Alfos (saison 1) puis Paul Borne (depuis la saison 2) : Carl Porter (saisons 1-2)
- Burn Gorman (VF : Jérôme Keen) : Trask (saison 2)
- Michael Greco (VF : Xavier Béja) : Simon (saison 4)
- Justin Hartley (VF : Olivier Chauvel) : Patrick Osbourne (saison 3)
- Ashton Holmes (VF : Donald Reignoux) : Tyler Barrol (saison 1)
- Brianne Howey (VF : Marion Séclin) : Eve (saison 2)
- Stephanie Jacobsen (VF : Véronique Desmadryl) : Niko Takeda (saison 3)
- Chase Kim (VF : Mathias Casartelli) : Yang (saison 4)
- Amy Landecker (VF : Isabelle Leprince) : Dr. Michelle Banks (saisons 1 et 3)
- James LeGros (VF : Xavier Fagnon) : père Paul Whitley (saison 3)
- Jennifer Jason Leigh (VF : Emmanuelle Bondeville) : Kara Wallace Clarke (saison 2)
- Margarita Levieva (VF : Ingrid Donnadieu) : Amanda Clarke/Emily Thorne (saisons 1-2)
- Emily Alyn Lind (VF : Patricia Piazza) : Amanda Clarke (enfant) (saisons 1-3)
- Olivier Martinez (VF : lui-même) : Pascal LeMarchal (saison 3)
- Max Martini (VF : Jean-Pascal Quilichini) : Frank Stevens (saison 1)
- James McCaffrey (VF : Stéfan Godin) : Ryan Huntley (saison 1)
- James Morrison (VF : Hervé Jolly) : Gordon Murphy (saisons 1-2)
- Michael Nardelli (VF : Edouard Rouland) : Trey Chandler (saison 2)
- Susan Park (VF : Geneviève Doang) : Faucon / Edith (saison 2)
- Collins Pennie (VF : Anatole Thibaud) : Eli James (saison 2)
- Sebastian Pigott (VF : Valéry Schatz) : Lyman Ellis (saison 4)
- Derek Ray (VF : Grégory Quidel) : Lee Moran (saison 1)
- Maggie Mae Reid (VF : Élisa Bourreau) : Grace (saison 2)
- Michael Reilly Burke (VF : Stéphane Ronchewski) : agent John McGowen (saison 1)
- Hiroyuki Sanada (VF : Omar Yami) : Satoshi Takeda (saison 1)
- Annabelle Stephenson (VF : Hélène Bizot) : Sara Munello (saison 3)
- Cary-Hiroyuki Tagawa (VF : Philippe Bellay) : Satoshi Takeda (saison 2)
- Michael Trucco (VF : Ludovic Baugin) : Nate Ryan (saison 2)
- Jessica Tuck (VF : Monique Nevers) : Alison Stoddard (saison 2)
- Dilshad Vadsaria (VF : Karine Foviau) : Padma Lahari (saison 2)
- Amber Valletta (VF : Dominique Vallée) : Lydia Davis (saisons 1 et 3)
- Courtney B. Vance (VF : Bruno Dubernat) : Benjamin Brooks (saison 1)
- Dylan Walsh (VF : Philippe Valmont) : Jason Prosser (saison 2)
- Cassius Willis (en) (VF : Frantz Confiac) : inspecteur Gunther (saison 1)

Version française :
Société de doublage : Dubbing Brothers ; direction artistique : Sophie Deschaumes
Source VF : RS Doublage et Doublage Séries Database

## Développement

### Production
Le projet a été présenté à ABC en décembre 2010, qui a commandé un pilote le 1er février 2011. Phillip Noyce a été choisi pour réaliser le pilote.
La série a été commandée le 13 mai 2011 et lui a été attribuée quatre jours plus tard la case horaire du mercredi à 22 h.
La productrice exécutif de la série, Sunil Nayar, a annoncé le 29 avril 2015 que la série s'arrêtera définitivement après la saison 4.
En août 2015, ABC a annoncé ne pas exclure un éventuel spin-off.

### Casting
Les rôles principaux ont été attribués dans cet ordre : Ashley Madekwe, Emily VanCamp, Gabriel Mann et Connor Paolo, Christa B. Allen, Madeleine Stowe et Henry Czerny, Joshua Bowman.
Pour la deuxième saison, Barry Sloane a été promu au statut d'acteur principal.
À la fin de la deuxième saison, le contrat d'Ashley Madekwe n'a pas été renouvelé pour la troisième saison.
Karine Vanasse a obtenu un rôle récurrent pour la troisième saison qui est devenu régulier pour la quatrième saison.
En juin 2014, il a été annoncé que l'acteur James Tupper, qui joue le rôle de David Clarke depuis le début fait partie de la distribution principale pour la quatrième saison.

### Tournage
La série, supposée se dérouler dans les Hamptons près de New York, est en fait tournée au Raleigh Manhathan Beach Studios, situé près de Los Angeles.
Le manoir des Graysons est construit dans un des plateaux du studio, alors que le décor de la maison d'Emily près de la plage est construit dans un autre studio et jouxte en fait le décor du bar de Jack qui est construit juste à côté, séparés par une porte.

## Épisodes
| Saison | Saison | Nombre d'épisodes | Jour et heure de diffusion                                                                    | Diffusion originale sur ABC | Diffusion originale sur ABC | Année     | Audience moyenne (en millions) | Audience moyenne (en millions) | Audience moyenne (en millions) |
| Saison | Saison | Nombre d'épisodes | Jour et heure de diffusion                                                                    | Début de saison             | Fin de saison               | Année     | Première                       | Finale                         | Moyenne                        |
| ------ | ------ | ----------------- | --------------------------------------------------------------------------------------------- | --------------------------- | --------------------------- | --------- | ------------------------------ | ------------------------------ | ------------------------------ |
|        | 1      | 22                | Mercredi 22 h                                                                                 | 21 septembre 2011           | 23 mai 2012                 | 2011–2012 | 10.02                          | 7.85                           | 7.80                           |
|        | 2      | 22                | Dimanche 21 h                                                                                 | 30 septembre 2012           | 12 mai 2013                 | 2012-2013 | 9.74                           | 6.12                           | 7.00                           |
|        | 3      | 22                | Dimanche 21 h (29 septembre 2013 – 19 janvier 2014) Dimanche 22 h (9 mars 2014 – 11 mai 2014) | 29 septembre 2013           | 11 mai 2014                 | 2013-2014 | 8.11                           | 4.87                           | 5.90                           |
|        | 4      | 23                | Dimanche 22 h                                                                                 | 28 septembre 2014           | 10 mai 2015                 | 2014-2015 | 5.14                           | 4.80                           | 4.50                           |

## Réception

### Réception critique
La série a reçu des critiques généralement favorables, avec un score de 8.3⁄10 basé sur 38.551 utilisateurs de l'IMDb.
Elle a obtenu un « metascore » de 66⁄100 aux États-Unis. Et a obtenu de la part des utilisateurs une moyenne de 8.2⁄10 
Dorothy Rabinowitz de The Wall Street Journal fait l'éloge de la série ainsi qu'Alessandra Stanley s'exprimant au nom du New York Times,.
Yahoo! TV a mentionné la série parmi les émissions les plus populaires de l'année 2011.
La série a fait les couvertures de parade hebdomadaire, spectacles et TV Guide, et a été en vedette dans le magazine Rolling Stone, Vanity Fair, Vogue, People, Us Weekly, Cosmopolitan, Seventeen…
Le 10 mai 2012, ABC a annoncé qu'elle avait renouvelé Revenge pour une deuxième saison. Le Hollywood Reporter a rapporté que c'était l'une des premières séries à obtenir un « sceau d'approbation » d'ABC Entertainment du président Lee Paul, qui a désigné l'émission comme « sexy » et « attachante ».

### Audiences

#### Aux États-Unis
L'épisode pilote de la série a rassemblé 10,02 millions de téléspectateurs, ce qui reste à ce jour[Quand ?] la meilleure audience de la série. L'épisode 12, de la quatrième saison à quant à lui, retenu l'attention de 3,67 millions de téléspectateurs seulement, soit la pire audience de la série. La première saison rassemble tout de même une bonne moyenne de 7,85 millions de téléspectateurs, c'est pour cette raison qu'ABC renouvelle la série et la place le dimanche avec pour lead-in la série Once Upon a Time.

## Autour de la série
Certaines séquences de la série sont censées se dérouler dans un hôtel/restaurant de haut standing. L'établissement porte le nom de « Southfork Inn ». On ne sait pas s'il s'agit d'une coïncidence ou d'un clin d'œil volontaire à la célèbre série Dallas dans laquelle le ranch de la fameuse famille Ewing s'appelle le « Southfork Ranch ». Cette région de South Fork est aussi le nom de la péninsule des États-Unis située au sud-est de l'ile de Long Island où se situe la série.
Dans l'épisode 4 de la saison 1, une caméra est cachée dans la bibliothèque du cabinet du Dr Banks, cette caméra est posée sur le roman qui a inspiré cette série, le Comte de Monte-Cristo.
La caméra cachée dans la chambre d'Emily et la filmant en train de dormir avec Daniel est introduite dans un livre de George Orwell, comme un clin d'œil au roman 1984 dont la figure métaphorique Big Brother surveille tout le monde.
Dans l'épisode 17 de la saison 3, Pascal Lemarchal, qui attend Emily avec laquelle il a rendez-vous dans un bar, commande au barman un cigare montecristo.
Dans la version originale de l'épisode 20 de la saison 3 Nolan suggère à Emily de nouveaux prénoms (Rebecca Devereaux, Zbornak et Nylund) et lui dit qu'elle ferait une "golden girl", une fille en or (il s'agit des prénoms des 3 personnages de la série Golden Girls diffusée dans les années 1980, Les Craquantes en VF).

## Produits dérivés
En février 2014, Marvel Comics annonce la sortie d'un comic book adapté de la série pour le 3 septembre 2014.
Sous forme de préquelle, The Secret Origin of Emily Thorne reviendra sur le passé d'Amanda Clarke, sa première vengeance et apportera un nouvel éclairage sur la conspiration autour du Vol 197. L'intrigue principale se déroule à Genève en Suisse, et présente une puissante famille européenne qui est liée à la catastrophe du Vol 197. Le personnage de Satoshi Takeda, aura un rôle important dans le Comic.
Le 4 juin 2015, une version poche du livre inspirée de la série - dont l'écrivain est Jesse Lasky - sort dans les éditions Pocket. Une version broché est sortie le 18 juin 2015. Le personnage principal, Ava Winters, s'est elle aussi entraînée avec Satoshi Takeda afin de se venger de ceux qui lui ont tout pris. L'histoire se déroule à Napa Valley, en Californie d'après le résumé.

### Sorties en DVD
En France
- 28 août 2013 : Revenge - L’Intégrale de la saison 1 (22 épisodes en 6 DVD)[47]
- 27 août 2014 : Revenge - L’Intégrale de la saison 2 (22 épisodes en 6 DVD)[48]
- 18 juillet 2015 : Revenge - L’Intégrale de la saison 3 (22 épisodes en 6 DVD)[49]
- 23 juin 2016 : Revenge - L'Intégrale de la saison 4 (23 épisodes en 6 DVD)

En Suisse
- A paraître : Revenge - L’Intégrale de la saison 4 (23 épisodes en 6 DVD)[50]